# Ferrari 246 Tasman
Der Ferrari 246 Tasman, auch Ferrari Dino 246 Tasman, war ein Formel-1-Rennwagen der zwischen 1966 und 1969 zum Einsatz kam.

## Renneinsätze in der Formel 1
Ursprünglich wurde der 246 Tasman von Ferrari für John Surtees gebaut, der den Wagen 1966 in der Tasman-Serie fahren sollte. Surtees musste sich aber von einem Rennunfall erholen und Ferrari verzichtete auf einen Einsatz bei dieser Rennserie.
Das Fahrzeug, dessen Fahrgestell vom Ferrari 1512 stammte und für das Reglement der 3-Liter-Formel verändert wurde, diente 1966 als Reserve und kam in der Automobil-Weltmeisterschaft nur selten zum Einsatz. Lorenzo Bandini holte sich mit dem 246T den zweiten Platz beim Großen Preis von Monaco und den dritten beim Großen Preis von Belgien.

## Renneinsätze in der Tasman-Serie
Für die Formel-1-Saison 1968 war Ferrari zu den V12-Motoren zurückgekehrt. Deshalb mussten andere Einsatzmöglichkeiten für die bereits bestehenden Projekte gefunden werden. Die Tasman-Serie für Autos bis 2500 cm³ Hubraum bot eine solche Möglichkeit. So entstand der „Dino 246 Tasman“, umgerüstet von der Dino-166-Formel-2-Basis mit einem auf 2,4 l Hubraum vergrößerten Motor, um die Anforderungen zu erfüllen.
Der neue Hubraum von 2405 cm³ wurde mit einer Bohrung und einem Hub von 90 × 63 mm erreicht. Die Abmessungen des Motors waren gleich mit denen des 246 F1-66. Bei einem Verdichtungsverhältnis von 11,5 : 1 leistete er bei 8900/min 286 PS (210 kW). Serienmäßig beim 65°-Dino-V6-Motor waren zwei obenliegende Nockenwellen pro Zylinderbank. Diese Version hatte eine Lucas-Saugrohreinspritzung und vier Ventile pro Zylinder. Das Chassis war wie sein Vorgänger ein durch aufgenietete Aluminiumbleche versteifter Gitterrahmen (Semi-Monocoque) mit Einzelradaufhängung – vorn an zwei ungleich langen Dreieckslenkern mit innenliegenden Feder-Dämpfer-Einheiten und Zahnstangenlenkung, hinten an einem umgedrehten Dreieckslenker und Querlenker unten und zwei Querlenkern oben, die Feder-Dämpfer-Einheiten lagen frei. An allen Rädern saßen hydraulisch betätigte Scheibenbremsen.
Zwischen 1968 und 1971 wurden noch drei weitere Autos hergestellt und gefahren, hauptsächlich von Chris Amon und Graeme Lawrence. Der Dino 246 war in der Tasman-Serie überaus erfolgreich. Chris Amon gewann 1968 zwei Rennen. Er dominierte die Serie 1969 mit vier Siegen beim neuseeländischen und australischen Grand Prix sowie beim Levin International und beim Sandown International 100 und gewann die Fahrermeisterschaft. Amons Teamkollege in der Scuderia Veloce, Derek Bell, wurde 1969 Gesamt-Vierter. Für die Tasman-Serie 1970 wurde das Siegerauto an Graeme Lawrence übergeben, der zwar nur ein Rennen gewann, aber mit vier weiteren Podestplätzen die Meisterschaft für sich entscheiden konnte.

## Galerie

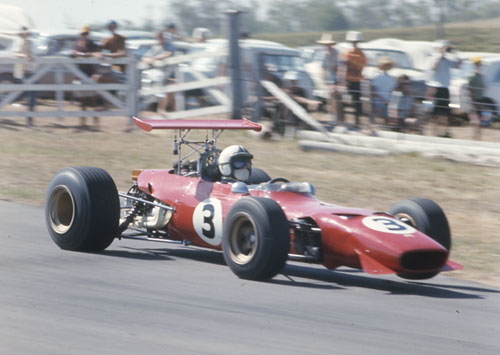
Chris Amon im Ferrari 246 Tasman beim Großen Preis von Australien 1969
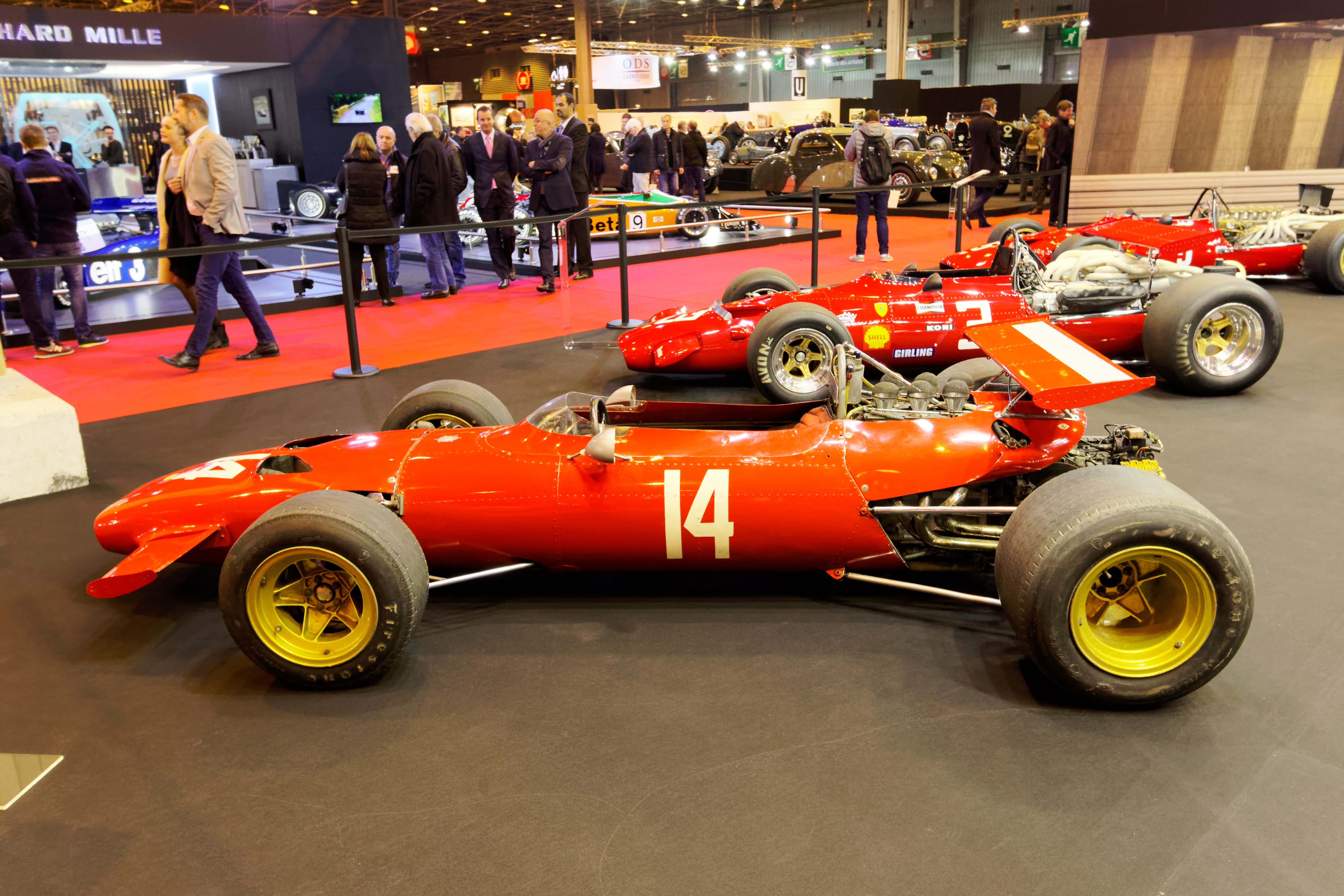
Ein 246T in der Version von 1967
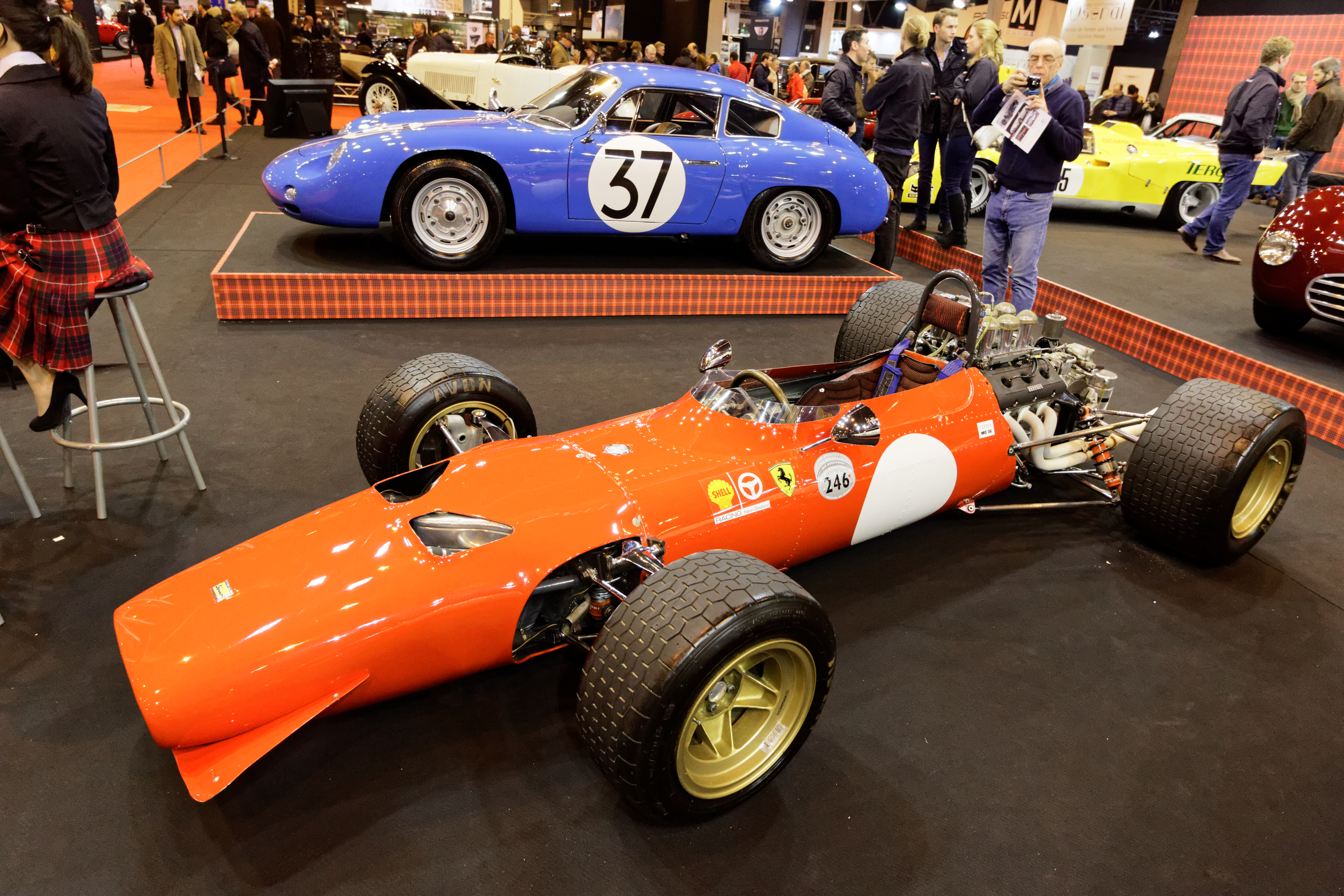
Ein 246T in der Version von 1968
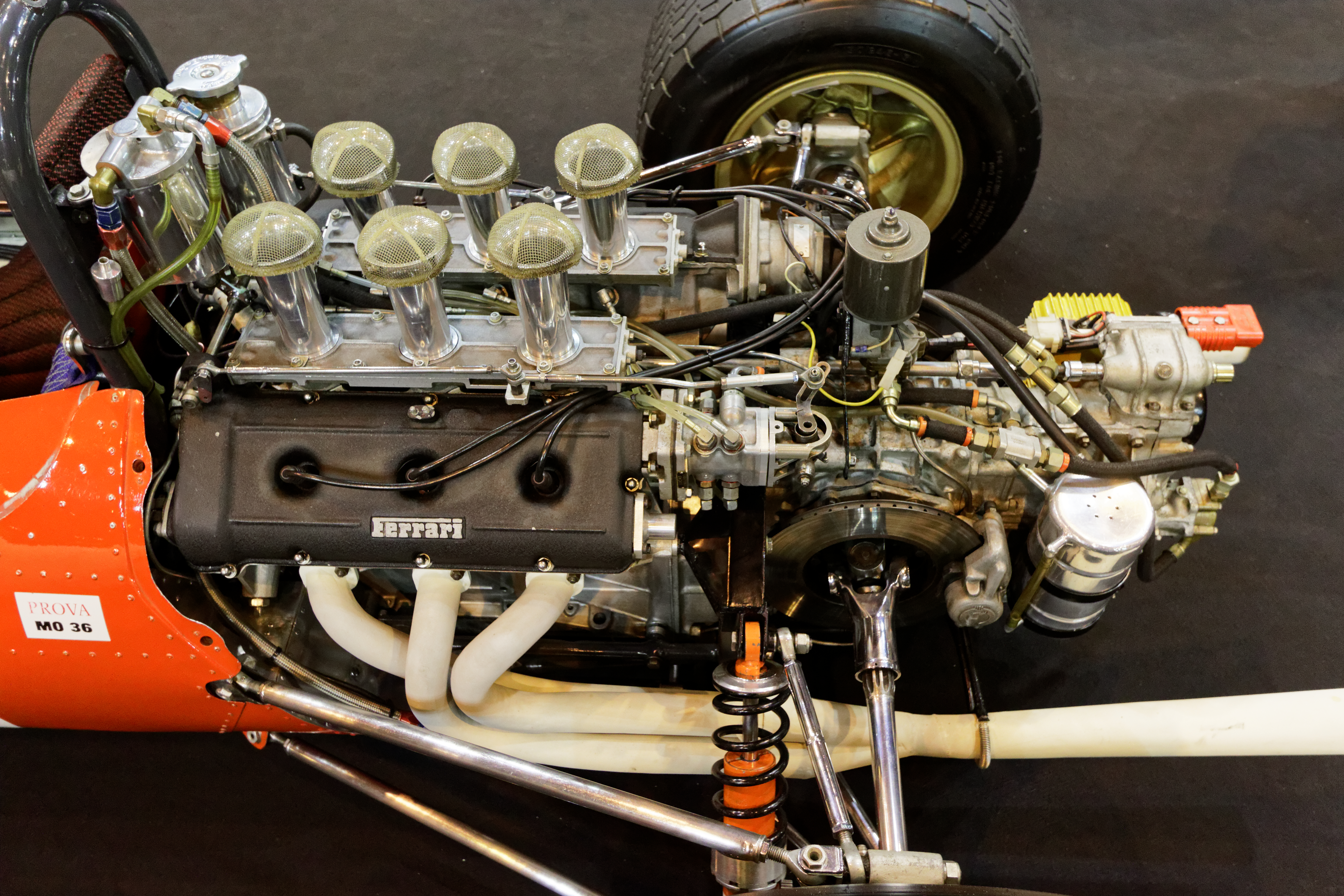
Der V6 des 246T
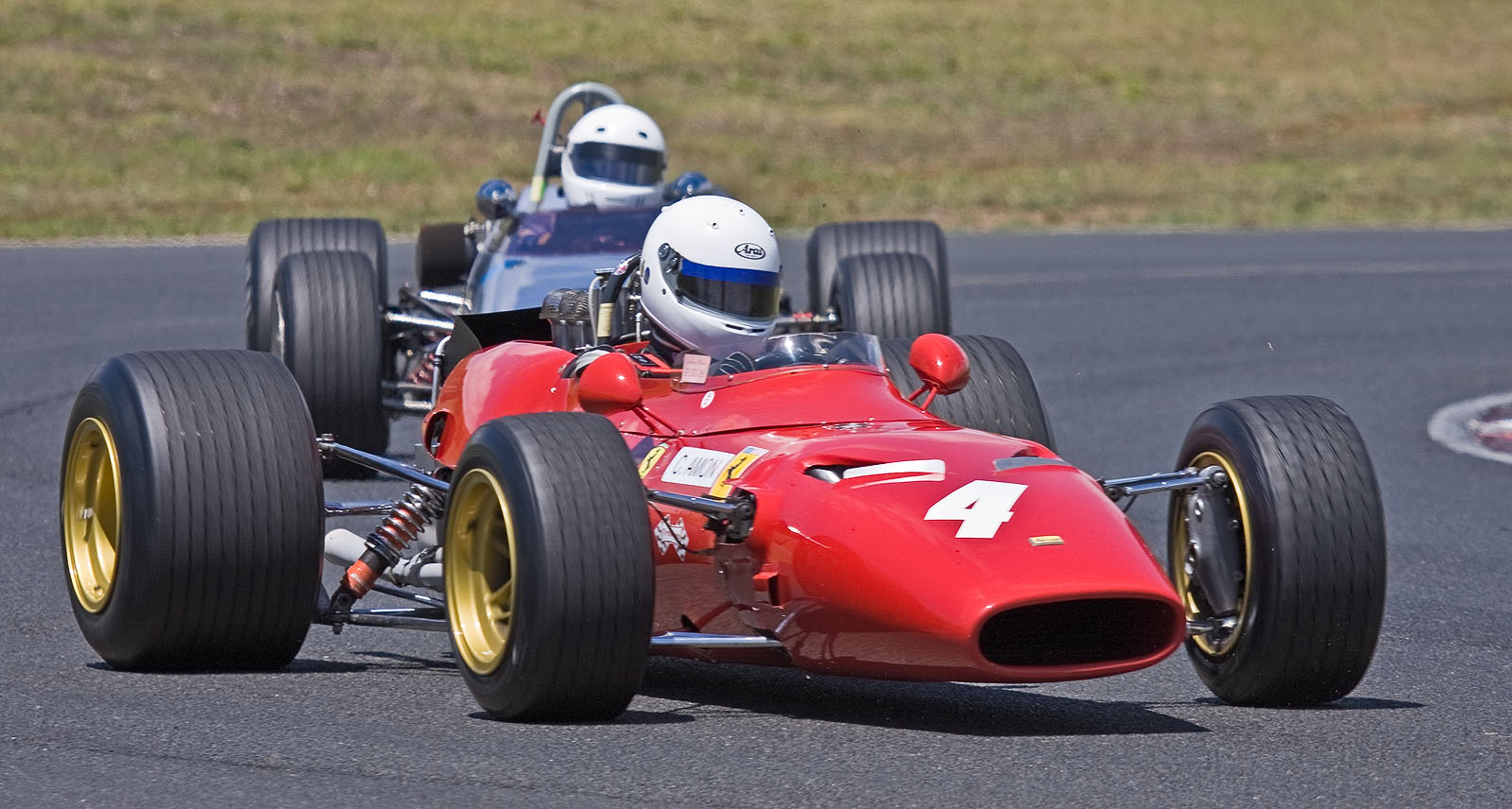
Ein 1968er Ferrari Dino 246T, beim „Tasman Revival 2008“, in Eastern Creek, Australien.